# Jean Théodore Fleury
Jean Théodore Fleury (Saint-Révérien (Nièvre), 13 de març del 1843 - Belac (Alta Viena), 10 de setembre del 1915) va ser un polític francès, prefecte dels Pirineus Orientals entre 1904 i 1906.

## Biografia
Es formà al college de Nevers, on destacà per l'aprofitament en els estudis. Ja d'adult, va ser banquer a Donzy i director polític del periòdic d'oposició La Nièvre.
El 1877, el partit republicà l'elegí candidat per al departament del Nièvre, al districte de Cosne, a les eleccions a l'Assemblea Nacional francesa del 14 d'octubre, però fou derrotat pel diputat sortint, Philippe de Bourgoing per 8.812 vots contra 9.725. De Bourgoing, però, mostrà les seves simpaties monàrquiques visitant l'emperadriu Eugènia a l'exili, i la Cambra, republicana, no li perdonà. L'elecció de Bourgoing del 1877 fou anul·lada, i una nova votació del 2 de febrer del 1879 donà, ara si, l'escó a Fleury. El càrrec de diputat només li durà dos anys, perquè a les eleccions del 21 d'agost del 1881 el tornà a guanyar Philippe de Bourgoing i, mort aquest, a les eleccions parcials de l'11 de juny del 1882 Fleury només obtingué 2.977 vots per 5.895 del candidat electe, Ferdinand Gambon
Fleury esdevingué primer adjunt a l'alcalde (regidor primer tinent d'alcalde) de Donzy (Nièvre) el 1879, i romangué al consell municipal fins al 1886. El 22 de maig del 1886 va ser nomenat sotsprefecte d'Arcis-sur-Aube (entre 1800 i 1926, Arcis-sur-Aube encapçalava un districte propi que depenia del departament de l'Aube). Posteriorment fou sotsprefecte de Dole (22 d'abril del 1888), de Dinan (31 d'abril del 1892) i de Saint-Malo (7 de gener del 1894). Adquirí una responsabilitat més elevada el 16 de juliol del 1898, quan va ser nomenat administrador (prefecte) del territori de Belfort. Cessà en el càrrec quan el 5 de setembre del 1904 fou nomenat prefecte dels Pirineus Orientals, i es jubilà el 2 de novembre del 1906 (amb efecte 1 de desembre del 1906) en aquest darrer post, després de 20 anys i 6 mesos de serveis.
Fou distingit amb el grau de cavaller de la Legió d'Honor francesa el 25 febrer del 1900.